# Øyvind Berg
Øyvind Berg (Løken, 10 de marzo de 1971) es un deportista noruego que compitió en salto en esquí.
Ganó una medalla de oro en el Campeonato Mundial de Esquí Nórdico de 1993, en la prueba de trampolín grande por equipo. Participó en dos Juegos Olímpicos de Invierno, en los años 1992 y 1994, ocupando el cuarto lugar en Lillehammer 1994, en la misma prueba.

## Palmarés internacional
| Campeonato Mundial | Campeonato Mundial | Campeonato Mundial | Campeonato Mundial |
| Año                | Lugar              | Medalla            | Prueba             |
| ------------------ | ------------------ | ------------------ | ------------------ |
| 1993               | Falun (Suecia)     | Medalla de oro     | TG por equipos     |